# Lykke Friis

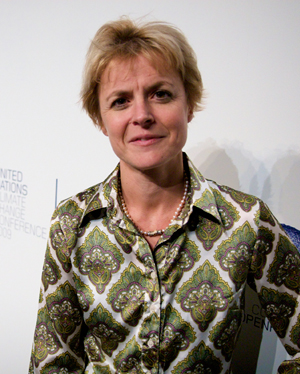
Lykke Friis bei der UN-Klimakonferenz in Kopenhagen 2009

Lykke Friis (* 27. Oktober 1969 in Lyngby-Taarbæk) ist eine dänische Politikwissenschaftlerin und Politikerin der liberalen Partei Venstre.
Lykke Friis ist die Tochter eines Dänen und einer Deutschen. Sie besuchte das Gymnasium Øregaard und studierte Politikwissenschaft an der Universität Kopenhagen. Lykke Friis erhielt im Jahre 1992 einen M.Sc. in „Economics and Political Science“ der London School of Economics and Political Science, ein Jahr später einen cand.scient.pol. der Universität Kopenhagen. Sie promovierte 1997 in Kopenhagen auf dem Gebiet der internationalen Politik. Seit dem 1. März 2006 war sie für eine fünfjährige Amtszeit Prorektorin der Universität Kopenhagen sowie ab Dezember 2007 Mitglied im Rat der Weisen zur Zukunft Europas.
Friis wurde am 24. November 2009 zur Klima- und Energieministerin berufen und trat dafür am gleichen Tag der Partei von Ministerpräsident Lars Løkke Rasmussen bei. Sie löste damit Connie Hedegaard ab. Im Zuge einer Regierungsumbildung erhielt sie am 23. Februar 2010 auch die Zuständigkeit für Gleichstellung. Während die Regierung Løkke Rasmussen I im September 2011 vom Wähler nicht bestätigt wurde, errang Friis einen Parlamentssitz und bekleidete fortan den Posten der europapolitischen Sprecherin der Venstre-Fraktion im Folketing. Im Mai 2013 legte sie ihr Mandat nieder, um ab August erneut Prorektorin der Universität Kopenhagen zu werden.
2009 erhielt sie das Bundesverdienstkreuz am Bande für ihre Verdienste um die deutsch-dänischen Beziehungen. Im Jahr 2017 wurde sie mit dem Wissenschafts- und Kulturpreis Tagea Brandts Rejselegat ausgezeichnet. 2024 wurde sie mit dem Bundesverdienstkreuz 1. Klasse ausgezeichnet.

## Varia
Lykke Friis gilt als profunde Kennerin des deutschen Fußballs und ist bekennender Fan des FC Bayern München.